# Brühlstraße 8 (Quedlinburg)

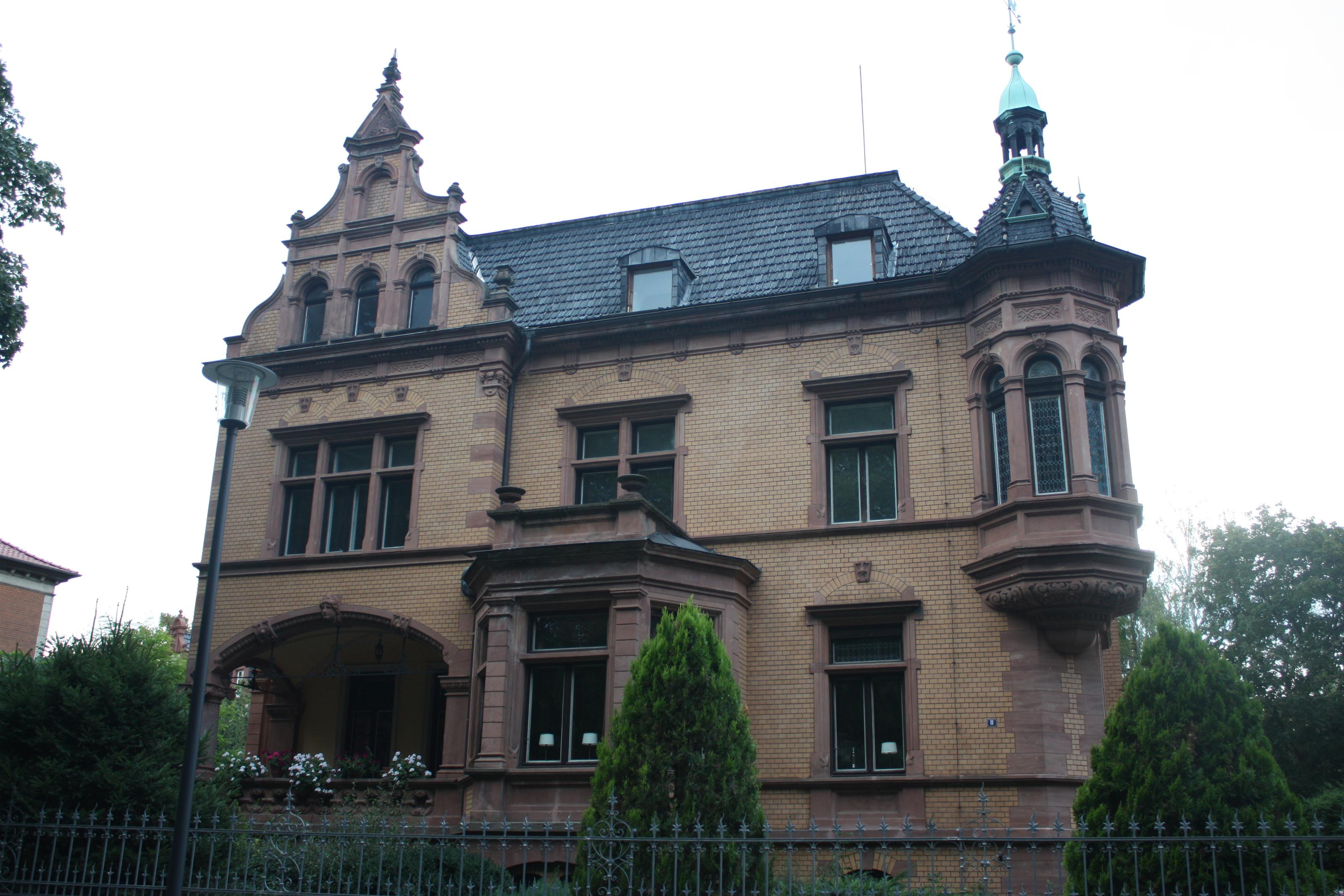
Villa Brühlstraße 8

Das Haus Brühlstraße 8 ist eine denkmalgeschützte Villa in der Stadt Quedlinburg in Sachsen-Anhalt.

## Lage
Sie liegt südlich des Quedlinburger Schloßberges und ist im Quedlinburger Denkmalverzeichnis eingetragen.

## Architektur und Geschichte
Die Villa wurde im Jahr 1897 durch den Braunschweiger Architekten Friedrich Staeding errichtet. Die Fassade des schlossartigen Gebäudes präsentiert sich mit gelben Klinkern. Architekturdetails im Stil der Neorenaissance finden sich vor allem an Erker, Giebel und Beschlagwerk. Zum Baudenkmal gehört auch der Zaun des Grundstücks. Der Garten des Anwesens verfügt über eine alte Bepflanzung.